# Мохамед Ибрахим
Мохамед Ибрахим (арап. محمد ابراهيم, фр. Mohamed Ibrahim; 4. јануар 1996) коморски је пливач чија специјалност су спринетрске трке слободним и делфин стилом. 

## Спортска каријера
Представљао је Коморе на светском првенству у великим базенима у корејском Квангџуу 2019. где је наступио у квалификационим тркама на 50 делфин (92. место) и 50 слободно (123. место). 